# Recovering the Satellites
Recovering the Satellites är Counting Crows andra musikalbum. Albumet släpptes 1996 på Geffen Records. Det spelades in i The Sound Factory i Hollywood.
Albumet nådde förstaplatsen på Billboard 200. "Angels of the Silences", "A Long December", "Daylight Fading" och "Have You Seen Me Lately?" släpptes som singlar.

## Låtlista
Samtliga låtar skrivna av Adam Duritz, om annat inte anges.
1. "Catapult" (David Bryson/Adam Duritz/Charlie Gillingham/Matt Malley/Ben Mize/Dan Vickrey) - 3:34
2. "Angels of the Silences" (Adam Duritz/Charlie Gillingham) - 3:39
3. "Daylight Fading" (Adam Duritz/Charlie Gillingham/Dan Vickrey) - 3:50
4. "I'm Not Sleeping" - 4:57
5. "Goodnight Elisabeth" - 5:20
6. "Children in Bloom" - 5:23
7. "Have You Seen Me Lately?" - 4:11
8. "Miller's Angels" (Adam Duritz/Dan Vickrey) - 6:33
9. "Another Horsedreamer's Blues" - 4:32
10. "Recovering the Satellites" - 5:24
11. "Monkey" - 3:02
12. "Mercury" - 2:48
13. "A Long December" - 4:57
14. "Walkaways" - 1:12